# Eternal Sunshine of the Spotless Mind
Eternal Sunshine of the Spotless Mind là phim điện ảnh khoa học viễn tưởng hài lãng mạn của Mỹ năm 2004 do Michel Gondry đạo diễn và Charlie Kaufman viết kịch bản với dàn diễn viên chính gồm Jim Carrey, Kate Winslet, Kirsten Dunst, Mark Ruffalo, Elijah Wood và Tom Wilkinson. Eternal Sunshine nói về câu chuyện của đôi tình nhân Joel Barish (Carrey) và Clementine Kruczynski (Winslet), gặp nhiều bất đồng trong cuộc sống, họ quyết định tới công ty Lacuna Inc. xóa bỏ ký ức về người kia để rồi lại thấy không thể sống thiếu nhau và phải tìm mọi cách để giữ lại hình ảnh của người mình yêu trong trí nhớ. Sau khi ra mắt khán giả Eternal Sunshine đã nhận được nhiều lời khen ngợi, đặc biệt là về kịch bản sáng tạo của Kaufman cùng diễn xuất của hai ngôi sao Jim Carrey và Kate Winslet. Với tác phẩm này, Kaufman đã được trao Giải Oscar cho kịch bản gốc hay nhất còn Kate Winslet trở thành nữ diễn viên trẻ nhất có được 4 đề cử Oscar cho hạng mục diễn xuất.

## Nội dung
Nội dung phim được viết theo trình tự thời gian, trình tự này không hoàn toàn khớp với trình tự của phim.
Joel Barish và Clementine Kruczynski quen nhau trong một buổi tiệc trên bãi biển Montauk, New York. Joel để ý tới Clementine vì chiếc áo khoác da cam và mái tóc nhuộm xanh lục của cô. Joel, một người trầm tính, nhút nhát, yêu thích vẽ và viết, nhanh chóng yêu quý Clementine, một cô gái sôi nổi, bốc đồng, thường xuyên thay đổi thuốc nhuộm tóc. Hai người có nhiều ý thích chung và nhiều kỉ niệm hạnh phúc, tuy nhiên những điểm khác biệt giữa họ cuối cùng cũng biến thành những cuộc cãi vã và kết thúc bằng việc Clementine bỏ Joel chỉ vài ngày trước lễ Tình yêu vì anh lỡ mồm xúc phạm cô.
Ba ngày trước lễ Tình yêu (14 tháng 2), Joel tới hiệu sách với ý định xin lỗi Clementine và chuẩn bị cho ngày Valentine. Anh phát hiện ra rằng Clementine tỏ vẻ không biết anh là ai, hơn thế cô còn tỏ vẻ thân mật với một người đàn ông lạ mặt có tên Patrick. Tới tâm sự với đôi vợ chồng bạn thân Carrie và Bob, Joel mới biết rằng Clementine đã tới công ty Lacuna để xóa sạch ký ức về anh và bắt đầu một cuộc sống mới mà không còn bất cứ khái niệm nào về Joel. Buổi sáng ngày 12, Joel tới công ty Lacuna và được bác sĩ Howard Mierzwiak giải thích lý do Clementine muốn xóa sạch hình ảnh của anh trong trí nhớ vì cô không thấy hạnh phúc khi sống với anh. Quá đau khổ, chỉ một ngày sau Joel quyết định tới lượt mình xóa sạch ký ức về Clementine. Tối đêm trước lễ Valentine, Stan và Patrick, hai kĩ thuật viên của công ty Lacuna tới nhà Joel để xóa sạch ký ức của anh về Clementine trong lúc anh đang ngủ. Trong lúc đang tiến hành xóa trí nhớ Joel, Clementine gọi điện cho Patrick, người làm quen với cô nhờ chính những chi tiết ký ức về Joel mà cô đã đề nghị xóa, và đề nghị anh tới nhà cô ngay. Kĩ thuật viên còn lại là Stan thì bận vui vẻ với Mary, thư ký công ty Lacuna, và không để ý rằng Joel, trong giấc mơ của mình, đã tìm cách lẩn tránh khỏi quá trình xóa ký ức và giữ lại hình ảnh Clementine cho mình. Khi phát hiện ra trục trặc, Stan vội gọi điện cho bác sĩ Mierzwiak. Howard Mierzwiak tới nhà Joel và cuối cùng ông cũng lần được dấu vết ký ức về Clementine trong não của anh. Trong lúc đó Mary lại tỏ tình với Mierziwiak, cô nói rằng mình đã yêu ông từ lâu, hai người hôn nhau trong sự chứng kiến từ xa của Hollis, vợ bác sĩ. Vội vàng tới xin lỗi và giải thích cho vợ Mierzwiak, Mary bất ngờ biết rằng cô đã từng có quan hệ tình cảm với bác sĩ từ trước và đã từng xóa ký ức để quên đi hình ảnh của ông. Còn trong giấc mơ của mình, Joel mất dần ký ức về Clementine, hình ảnh cuối cùng của cô với anh là khi Clementine thì thầm vào tai Joel rằng hãy gặp cô ở Motauk.
Sáng ngày lễ Tình yêu Valentine, Joel tỉnh giấc với ý định sẽ đi làm như mọi ngày, vì anh là người cô đơn. Nhưng ở phút cuối đứng trên ga tàu, anh lại quyết định tới Montauk mà không hiểu tại sao mình lại muốn tới một nơi lạnh lẽo với bãi biển trài dải vắng lặng như vậy. Tại Montauk anh gặp một cô gái mặc áo da cam với mái tóc nhuộm xanh lam, người duy nhất anh gặp khi đi dạo trên bãi biển. Trên chuyến tàu quay trở về thành phố, cô gái chủ động đến làm quen với Joel, hai người phát hiện ra họ có nhiều điểm trùng hợp như cùng xuống một bến tàu, Joel thường xuyên đến hiệu sách nơi cô gái làm việc. Cô tự giới thiệu tên mình là Clementine và cô rất ngạc nhiên khi Joel không biết về bài hát quen thuộc "Oh My Darling, Clementine" mà nhân vật hoạt hình Huckleberry Hound thường hát. Hai người nhanh chóng trở nên thân thiết và Clementine mời Joel về nhà mình tối ngày lễ Valentine. Buổi tối một ngày sau, Clementine hẹn Joel tới nơi yêu thích của cô, dòng sông đóng băng, để hai người có thể nằm ngắm những ngôi sao trên bầu trời tối. Về phần Mary, sốc với việc bác sĩ Mierzwiak che giấu cô sự thật về tình cảm giữa hai người, cô lấy toàn bộ hồ sơ bệnh nhân của công ty Lacuna để gửi tới từng người sự thật. Trên đường tới nhà Joel, Clementine bật cuộn băng bệnh án của cô và chợt nhận ra rằng cô và Joel đã từng có tình cảm, cũng như cô bỏ Joel vì không còn chịu nổi cuộc sống bên anh. Rời khỏi xe Joel và quay trở về nhà, cuối cùng Clementine quyết định tới nhà Joel để xin lỗi, cô bước vào nhà anh cùng lúc Joel đang bật cuộn băng bệnh án của anh. Đối mặt với sự thật rằng hai người đã từng yêu nhau sâu sắc, và rồi không thể chịu đựng được nhau, Joel và Clementine vẫn quyết định làm lại từ đầu.

## Nhân vật

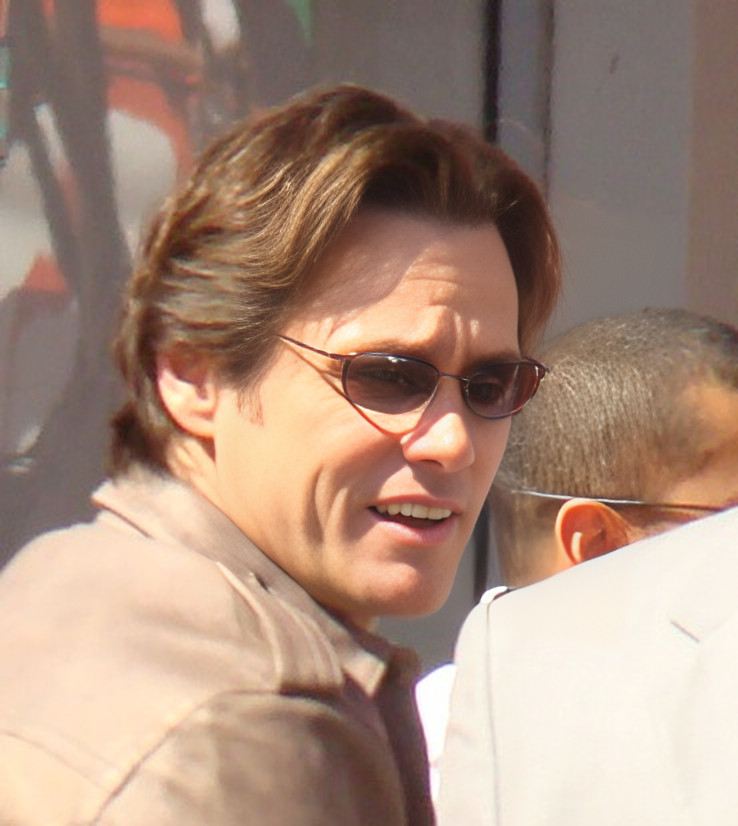
Jim Carrey, người nổi tiếng với những vai hài, là lựa chọn đầu tiên cho vai Joel Barish

- Joel Barish (Jim Carrey), một người ít nói, rụt rè và yêu thích vẽ, viết. Đau khổ vì bị người yêu chia tay, Joel quyết định tới công ty Lacuna xóa ký ức về cô để rồi phát hiện ra rằng mình không thể rời bỏ những hình ảnh đó và phải làm mọi cách trong giấc mơ để giữ lại nó. Carrey, một ngôi sao phim hài nổi tiếng của Hollywood, là diễn viên đầu tiên được Charlie Kaufman nhắm cho vai Joel cũng như cho dàn diễn viên của Eternal Sunshine.[2].[3] Bản thân Carrey cũng rất yêu thích cốt truyện của Eternal Sunshine, anh coi bộ phim này cùng với The Truman Show là hai tác phẩm thú vị nhất anh đã từng tham gia.[4]
- Clementine Kruczynski (Kate Winslet), cô gái bán sách với tính tình sôi nổi, bốc đồng, thay đổi tâm lý nhanh như thay đổi màu tóc. Tuy đã xóa sạch ký ức về Joel, người yêu cũ của cô, nhưng Clementine lại vẫn nhanh chóng có tình cảm với Joel khi hai người gặp nhau ở Motauk. Ngay từ khi viết kịch bản Kaufman đã muốn xây dựng một hình ảnh Clementine không quá xinh đẹp nhưng toát lên vẻ cá tính, sôi nổi.[3] Sau nhiều thương thảo, Kate Winslet đã được chọn vào vai này tháng 9 năm 2002, trước đó cô từng là ngôi sao của Titanic và cũng thành công với nhiều bộ phim nghệ thuật kinh phí thấp.[5][6] Nhà sản xuất Anthony Bregman của Eternal Sunshine đã nhận xét rằng Kate Winslet là nữ diễn viên "rất Clementine", cả hai đều là những cô gái mạnh mẽ, giàu cảm xúc và khó đoán trước. Jim Carrey cũng bày tỏ vui mừng vì được làm việc với một diễn viên thông minh và biết cách làm những người xung quanh diễn xuất tốt hơn như Winslet.[4][7]
- Howard Mierzwiak (Tom Wilkinson), bác sĩ phụ trách công ty Lacuna chuyên xóa ký ức theo yêu cầu. Tuy coi công việc của mình là có ích và nghĩ rằng việc xóa ký ức không ảnh hưởng gì tới cuộc sống bệnh nhân, cuối cùng chính Howard lại phải đối mặt với mặt trái trong liệu pháp của ông khi Mary, người từng có quan hệ tình cảm với ông phát hiện ra rằng mình cũng từng xóa ký ức. Tom Wilkinson là người cuối cùng được mời vào dàn diễn viên chính của Eternal Sunshine vào tháng 12 năm 2002, trước đó ông chủ yếu tham gia các bộ phim sản xuất ở Anh.[8]
- Mary (Kirsten Dunst), thư ký công ty Lacuna. Mary từng có quan hệ tình cảm với bác sĩ Mierzwiak, người đã có vợ và con, để rồi hai người quyết định rằng cô nên xóa toàn bộ ký ức về ông, một việc tốt cho cuộc sống cả hai người. Mặc dù đã xóa ký ức, cuối cùng Mary cũng lại nhanh chóng có tình cảm với bác sĩ Howard để rồi phát hiện ra sự thật về liệu pháp xóa ký ức. Sau hai thành công liên tiếp trong vai Mary Jane Watson của Spider-Man phần 1 và 2, Dunst là ngôi sao thứ ba được mời vào dàn diễn viên của Eternal Sunshine vào tháng 10 năm 2002.[9][10] Kirsten Dunst tỏ ra rất hào hứng với kịch bản của Kaufman vì cô luôn yêu thích những bộ phim tình cảm đời thường pha chút hài hước như Annie Hall hay When Harry Met Sally....[11]
- Patrick (Elijah Wood), nhân viên kĩ thuật phụ trách xóa ký ức của công ty Lacuna. Patrick tự nhận mình là người nhạt nhẽo, không được con gái ưa thích. Anh cố gắng tận dụng những dấu vết ký ức về Joel trong Clementine để làm quen với cô nhưng rồi cuối cùng anh cũng không thể chiếm được tình cảm của Clementine dù đã thực hiện y hệt những hành động lãng mạn Joel đã làm với Clementine. Wood được chọn thủ vai Patrick chỉ vài tháng trước khi phim được khởi quay. Eternal Sunshine là bộ phim đầu tiên Wood tham gia sau khi hoàn thành vai chính trong bộ ba phim bom tấn Chúa tể của những chiếc nhẫn (The Lord of the Rings).[12] Wood nói rằng anh muốn thử nghiệm những vai diễn nhỏ hơn trong các phim nghệ thuật và Eternal Sunshine cũng là cơ hội rất tốt để anh làm việc với đạo diễn video clip ca nhạc anh ưa thích là Michel Gondry.[13]
- Stan (Mark Ruffalo), người cùng Patrick chuyên phụ trách liệu pháp xóa ký ức. Stan có tình cảm với Mary từ lâu nhưng anh không thể làm gì để giúp Mary không yêu bác sĩ Howard một lần nữa dù đã xóa ký ức. Với Ruffalo thì Eternal Sunshine là một trải nghiệm khác biệt so với những bộ phim khác anh đã từng tham gia như XX/XY hay Windtalkers (2002).[14]
- Carrie (Jane Adams) và Rob (David Cross), vợ chồng bạn thân của Joel. Chính Carrie và Rob đã mời Joel tới bữa tiệc trên bãi biển Montauk nơi anh lần đầu gặp Clementine, cũng chính hai người đã thông báo cho Joel về việc Clementine đã tới công ty Lacuna để xóa toàn bộ ký ức về anh.
- Hollish (Deirdre O'Connell), vợ của bác sĩ Howard. Bà hoàn toàn bất lực trước quan hệ tình cảm của chồng với Mary tái diễn kể cả sau khi Mary đã xóa ký ức.

## Phân tích

### Tựa đề phim
Tựa đề của phim, Eternal Sunshine of the Spotless Mind (tạm dịch: Tia nắng vĩnh cửu của tâm hồn tinh khiết), là câu thứ 209 trong bài thơ Eloisa to Abelard của thi sỹ người Anh Alexander Pope, xuất bản năm 1717:
| “                                   | How happy is the blameless vestal's lot! The world forgetting, by the world forgot. Eternal sunshine of the spotless mind! Each pray'r accepted, and each wish resign'd... | ” |
| —Alexander Pope, Eloisa to Abelard. | |   |

Eloisa to Abelard là những lời biểu lộ tình cảm của Héloïse với người yêu Peter Abelard sau khi mối tình của họ bị gia đình Heloïse ngăn cản. Biết rằng Abelard không thể đáp lại mối tình của mình, nàng Heloïse chỉ cầu xin một thứ duy nhất, đó là sự quên lãng (forgetfulness). Sau Eloisa to Abelard gần một thế kỷ, Lord Byron đã mở đầu bài thơ On the Castle of Chillon bằng một câu thơ gần tương tự: Eternal Spirit of the chainless Mind.
Đoạn thơ này được Mary (Kirsten Dunst) đọc cho bác sĩ Howard Mierzwiak (Tom Wilkinson) nghe khi Mierzwiak đang dò lại dấu vết ký ức liên quan tới Clementine (Kate Winslet) trong trí nhớ của Joel (Jim Carrey). Mối tình của Clementine và Joel trong phim cũng có nhiều đau khổ và trắc trở tương tự như cặp tình nhân nổi tiếng Heloïse và Abelard.

### Liệu pháp xóa ký ức
| “                                                                                        | Sung sướng thay sự lãng quên, với nó con người trở nên tốt đẹp hơn bất kể những điều sai lầm của họ. | ” |
| —Friedrich Nietzsche, Jenseits von Gut und Bose - chương 7: Hauptstück: Unsere Tugenden. | |   |

Cái tên của công ty cung cấp dịch vụ xóa ký ức trong phim, Lacuna Inc., trong tiếng Anh có nghĩa là kẽ hở. Trong y học, lacunar amnesia là một chứng quên xảy ra với những sự kiện nhất định trong quá khứ. Trong Eternal Sunshine, cả Joel, Clementine và Mary sau khi xóa đi ký ức thì đều trở lại với chính con người của họ trong quá khứ, cả ba đều quay trở lại yêu người mà trước đó họ đã từng có tình cảm. Nhân vật Mary do Kirsten Dunst thủ vai thường trích dẫn câu nói của Friedrich Nietzsche trong Jenseits von Gut und Bose để nói về ý nghĩa tích cực của sự lãng quên: "Blessed are the forgetful: for they "get the better" even of their blunders. (Sung sướng thay sự lãng quên, với nó con người trở nên tốt đẹp hơn bất kể những điều sai lầm của họ)". Theo tác phẩm Faith, Film and Philosophy thì chi tiết này đã cho thấy quan điểm tương đồng giữa Charlie Kaufman và triết gia John Locke về cá tính riêng (personal identity) của con người, theo đó thì cá tính riêng của một người không nhất thiết phải phụ thuộc vào sự liên tục của ký ức người đó đối với các sự kiện trong quá khứ. Liệu pháp xóa ký ức cũng là một giải pháp cho căn bệnh rối loạn stress sau sang chấn (posttraumatic stress disorder), một chủ đề xuất hiện trong nhiều bộ phim của Hollywood thời kì hậu Sự kiện 11 tháng 9. David Martin-Jones trong tác phẩm Deleuze, Cinema and National Identity của mình đã cho rằng thất bại của liệu pháp xóa ký ức đối với các nhân vật trong Eternal Sunshine là một phép ẩn dụ của Kaufman để nói tới sự nguy hiểm của trào lưu phim "quên đi quá khứ đau buồn" của Hollywood, theo Kaufman thì cách tốt nhất để giúp nước Mỹ vượt qua nỗi đau của những hình ảnh ngày 11 tháng 9 năm 2001 và xây dựng lại cá tính quốc gia (national identity) đó là phải sống và đối diện với những ký ức đó, giống như quyết định làm lại từ đầu của Clementine và Joel, kể cả khi họ biết rằng mối tình lần thứ hai có thể rồi cũng sẽ tan vỡ. Khác với Martin-Jones, Thomas E. Wartenberg trong Thinking on Screen lại cho rằng cái kết của Eternal Sunshine là một phản ví dụ với thuyết vị lợi, lựa chọn của Clementine và Joel tìm đến với nhau bất kể tương lai có thể chứa đựng đau khổ là một lựa chọn đúng vì hạnh phúc không phải là giá trị duy nhất của cuộc sống.
Tuy liệu pháp này chỉ là sản phẩm tưởng tượng của các nhà làm phim, liệu pháp xóa các ký ức gây căng thẳng cũng đã được giới khoa học nhắc tới. Vào tháng 2 năm 2009, tạp chí Nature Neuroscience đã ghi nhận rằng loại thuốc chữa cao huyết áp beta-blocker cũng có thể dùng để xóa ký ức vì nó có khả năng can thiệp vào quá trình tái tạo các ký ức gây căng thẳng, tuy nhiên việc đưa ứng dụng này vào thực tế thì còn đòi hỏi rất nhiều thời gian. Nhại theo chi tiết về liệu pháp xóa ký ức, các tác giả của loạt phim truyền hình The Simpsons đã cho ra đời tập phim Eternal Moonshine of the Simpson Mind trong đó có chi tiết nhân vật Homer Simpson cố gắng quên đi những ký ức không vui của mình. Tập phim này sau đó đã giành giải Emmy cho phim hoạt hình ngắn hay nhất.

## Sản xuất

### Kịch bản

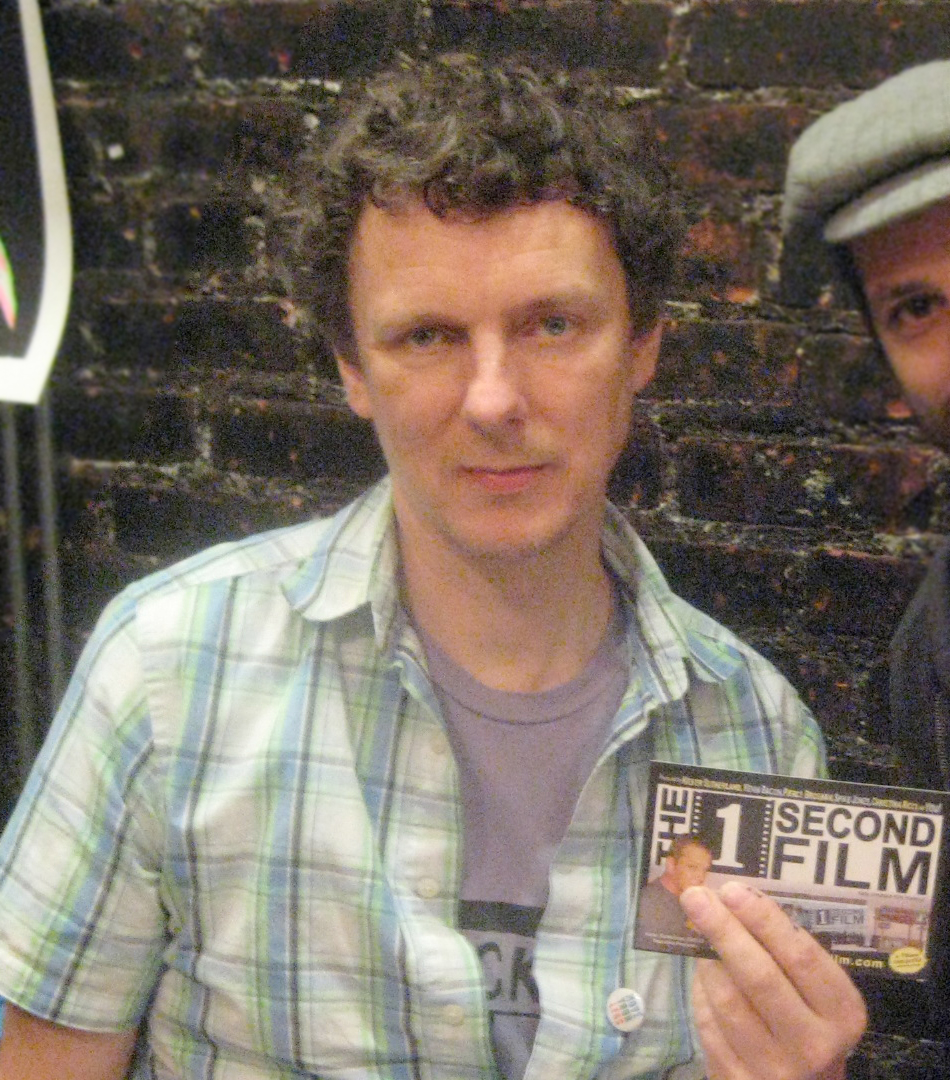
Eternal Sunshine of the Spotless Mind là bộ phim thứ hai trong sự nghiệp đạo diễn của Michel Gondry. Bộ phim đầu tay của ông, Human Nature cũng là tác phẩm dựa theo kịch bản của Charlie Kaufman.

Kịch bản sáng tạo của Eternal Sunshine of the Spotless Mind được thực hiện bởi Charlie Kaufman, nhà làm phim nổi tiếng của Hollywood và được tạp chí Time đánh giá là một trong những nghệ sĩ có ảnh hưởng lớn nhất thế giới, cùng sự hỗ trợ của hai nhà làm phim người Pháp là đạo diễn Michel Gondry, người trước đó quay bộ phim đầu tay, Human Nature (2002), dựa theo kịch bản của Kaufman, cùng bạn thân của Gondry là Pierre Bismuth. Ý tưởng ban đầu về "liệu pháp xóa ký ức" xuất phát từ một câu chuyện của Bismuth về hai người bạn thân của ông, khi họ chia tay nhau, Bismuth đã hỏi cô gái: "Nếu có cơ hội xóa anh ta khỏi ký ức, cô có làm không?" và cô gái đã đáp: "Có". Từ ý tưởng ban đầu, Kaufman đã viết kịch bản Eternal Sunshine trong 3 năm, đây là kịch bản tiêu tốn nhiều thời gian nhất của ông cho đến thời điểm đó. Sau khi hoàn thành kịch bản gốc, Kaufman còn phải thay đổi nhiều chi tiết theo yêu cầu của các nhà sản xuất vì họ sợ rằng nếu giữ nguyên như ý tưởng ban đầu thì bộ phim trở nên khó hiểu đối với phần đông khán giả. Các diễn viên khi được mời tham gia Eternal Sunshine đều tỏ ý yêu thích kịch bản của ba người vì sự chân thực của mối tình Joel-Clementine với những chi tiết gần gũi vời đời sống thường ngày. Nhà phê bình Michael Spadaro cũng đánh giá rằng kịch bản Eternal Sunshine hứa hẹn một tuyệt phẩm mới của Kaufman vì ngoài những chi tiết đặc sắc tiêu biểu cho phong cách viết của Kaufman, kịch bản phim còn có một đoạn kết chặt chẽ và xuất sắc hơn hẳn các bộ phim trước đó do Kaufman biên kịch như Confessions of a Dangerous Mind hay Human Nature. Theo Spadaro thì tuy cùng nói về chứng quên nhưng kịch bản Eternal Sunshine vẫn hoàn toàn khác biệt so với bộ phim đáng chú ý trước đó làm về đề tài này là Memento của đạo diễn Christopher Nolan.
Người được chọn đạo diễn Eternal Sunshine cũng là Michel Gondry, trước đó ông thường được biết tới nhiều hơn với vai trò đạo diễn video clip ca nhạc và được coi là một trong những đạo diễn đã giúp phục hồi giá trị nghệ thuật cho những clip ca nhạc vốn có chất lượng giảm sút vào đầu thập niên 1990. Từng từ chối nhiều kịch bản phim, Gondry đã không do dự khi đồng ý đạo diễn Eternal Sunshine vì theo ông những kịch bản do Kaufman chấp bút như Being John Malkovich (1999) hay Adaptation. (2002) đều có tính sáng tạo rất cao với cốt truyện diễn biến đầy nhạc điệu nhưng vẫn giữ được sự chân thực với cuộc sống.

### Quay phim

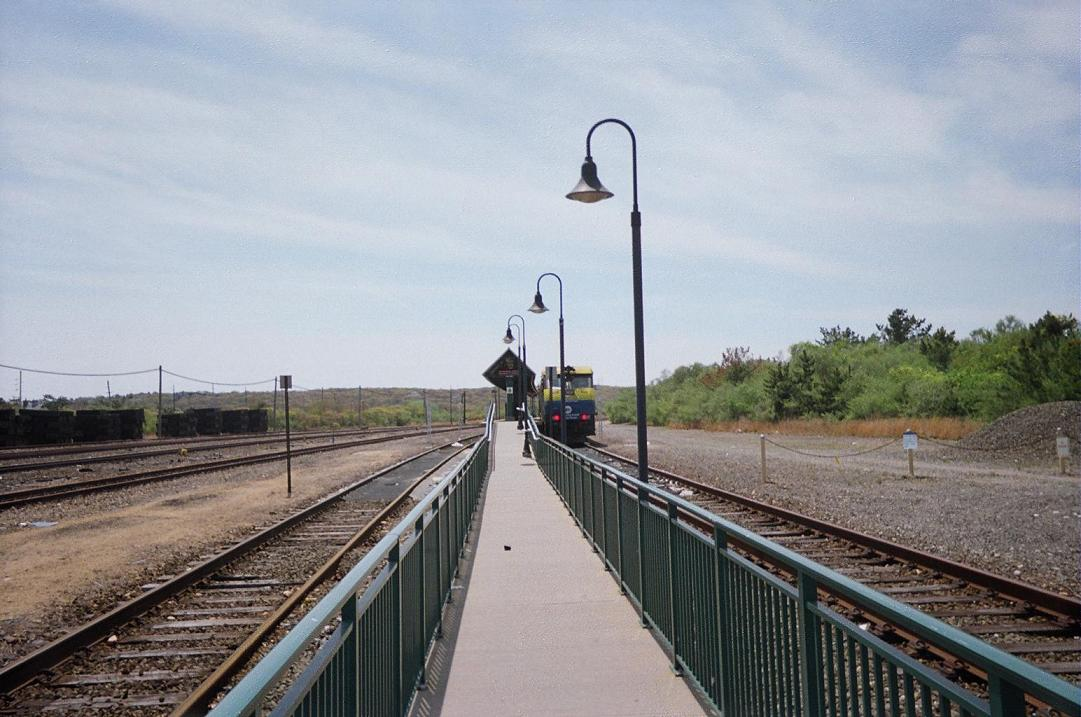
Ga đường sắt Montauk, nơi Joel và Clementine lần đầu làm quen sau khi họ xóa ký ức về nhau.

Eternal Sunshine of the Spotless Mind bắt đầu được quay từ tháng 1 năm 2003 tại quận Westchester, New York. Phần lớn các cảnh phim được thực hiện tại thành phố New York, riêng các cảnh quay trên bãi biển và ga đường sắt được thực hiện tại vùng ngoại ô Montauk của tiểu bang New York. Đây là một trong những bộ phim đầu tiên của hãng phim mới Focus Features, vốn vừa được thành lập từ đầu năm 2002 sau sự hợp nhất của ba hãng USA Films, Universal Focus và Good Machine.
Michel Gondry, một đạo diễn chuyên thực hiện video clip ca nhạc, cho phép các diễn viên của mình diễn xuất sáng tạo ngoài kịch bản, điều đó cũng phù hợp với một bộ phim có nhiều cảnh quay về các giấc mơ mờ ảo như Eternal Sunshine. Với những cảnh quay dài (long take) về cuộc chiến đấu giữ lại ký ức của Joel, Gondry thường cho các diễn viên diễn thử các cảnh đó như một vở kịch và hạn chế quay lại quá nhiều những cảnh quay đòi hỏi diễn xuất tự do đó. Trước khi phim khởi quay đã có những ý kiến cho rằng việc kết hợp Jim Carrey, một ngôi sao phim hài, với Kate Winslet, một diễn viên chuyên trị phim bi, là một điều khó khăn, tuy nhiên trong quá trình quay cả Carrey và Winslet đều bày tỏ sự hứng thú khi được làm việc với nhau vì việc diễn xuất chung vừa là một thử thách mới với hai người, vừa giúp hai người hoàn thiện hơn về kĩ thuật diễn xuất. Tuy là một bộ phim có nhiều cảnh về các giấc mơ của Joel nhưng Gondry vẫn cố gắng hạn chế sử dụng kĩ xảo đồ họa vi tính, thay vào đó ông dùng những kĩ xảo truyền thống thực hiện bằng tay vì theo ông nó vừa đơn giản hơn và vừa tạo ra hiệu quả hình ảnh độc đáo và sáng tạo hơn. Ông cũng nghiên cứu rất kĩ những ý kiến phê bình dành cho bộ phim đầu tay của ông là Human Nature để hoàn thiện hơn Eternal Sunshine. Ví dụ điển hình là cảnh Joel cùng Clementine trốn dưới bàn ăn tại nhà Joel, chiếc bàn trong phim hoàn toàn được làm thủ công mà không hề có sự tác động của đồ họa vi tính.
Năm 2004, kịch bản gốc của Eternal Sunshine được phát hành thành sách với tựa đề Eternal Sunshine of the Spotless Mind: The Shooting Script. Tác phẩm này đã cho thấy một số điểm khác biệt giữa kịch bản của Kaufman với bộ phim sau khi công chiếu, ví dụ cảnh Joel và Clementine nằm trên dòng sông Charles đóng băng vốn trong kịch bản nằm ở đoạn kết thì trong phim lại được chuyển lên ngay phần mở đầu. Theo đoạn phỏng vấn của Kaufman trong quyển sách thì thay đổi này nhằm giúp khán giả có thiện cảm hơn với Clementine từ đầu phim. Cuối năm 2004, loạt đĩa DVD Eternal Sunshine ra đời cũng cho thấy đã có nhiều chi tiết và cảnh phim được cắt khỏi bản phim công chiếu chính thức. Ví dụ nhân vật người yêu cũ của Joel là Naomi (do Ellen Pompeo thủ vai) bị loại bỏ hoàn toàn khỏi bộ phim, một số đoạn thoại của Joel và Clementine cũng bị cắt, các đoạn thoại của Mary giải thích lý do vì sao cô thực hiện xóa ký ức và chi tiết cô phá thai cũng chỉ xuất hiện trong bộ DVD đặc biệt dành cho người sưu tầm.

## Nhạc phim
| Đánh giá chuyên môn | Đánh giá chuyên môn |
| Nguồn đánh giá      | Nguồn đánh giá      |
| Nguồn               | Đánh giá            |
| ------------------- | ------------------- |
| Allmusic            | [ 41 ]              |

Album nhạc phim của Eternal Sunshine of the Spotless Mind được hãng Hollywood Records phát hành ngày 16 tháng 3 năm 2004. Trong album này có phần nhạc phim do nhạc sĩ Jon Brion sáng tác, cũng như các bản nhạc xuất hiện trong Eternal Sunshine của các nhóm nhạc và nghệ sĩ sĩ E.L.O., The Polyphonic Spree, The Willowz, and Don Nelson. Beck cũng cộng tác với Jon Brion để cho ra đời bản phối lại ca khúc "Everybody's Gotta Learn Sometime" của nhóm Korgis. Tuy là nhạc sĩ sáng tác chính nhưng Brion chỉ góp giọng trong duy nhất một bài hát của album là "Strings That Tie to You". Riêng bản "Mr. Blue Sky" của nhóm Electric Light Orchestra tuy không xuất hiện trong phim nhưng nó là nhạc nền của trailer Eternal Sunshine và các đoạn quảng cáo phim, vì vậy nó vẫn có mặt trong album nhạc phim.

### Danh sách ca khúc
1. "Theme" (Jon Brion) – 2:24
2. "Mr. Blue Sky" (Electric Light Orchestra) – 5:03
3. "Collecting Things" (Jon Brion) – 1:13
4. "Light & Day" 'The Polyphonic Spree) – 3:03
5. "Bookstore" (Jon Brion) – 0:52
6. "It's the Sun" (The Polyphonic Spree) – 5:33
7. "Wada Na Tod" (Lata Mangeshkar) – 5:54
8. "Showtime" (Jon Brion) – 0:55
9. "Everybody's Gotta Learn Sometime" (Beck) – 5:54
10. "Sidewalk Flight" (Jon Brion) – 0:31
11. "Some Kinda Shuffle" (Don Nelson) – 2:11
12. "Howard Makes It All Go Away" (Jon Brion) – 0:14
13. "Something" (The Willowz) – 2:23
14. "Postcard" (Jon Brion) – 0:23
15. "I Wonder" (The Willowz) – 2:56
16. "Peer Pressure" (Jon Brion) – 1:12
17. "A Dream Upon Waking" (Jon Brion) – 3:36
18. "Strings That Tie to You" (Jon Brion) – 2:33
19. "Phone Call" (Jon Brion) – 1:03
20. "Nola's Bounce" (Don Nelson) – 1:56
21. "Down The Drain" (Jon Brion) – 0:56
22. "Row" (Jon Brion) – 1:00
23. "Drive In" (Jon Brion) – 2:19
24. "Main Title" (Jon Brion) – 1:23
25. "Spotless Mind" (Jon Brion) – 1:12
26. "Elephant Parade" (Jon Brion) – 0:28

## Phát hành
Theo dự định ban đầu, Eternal Sunshine of the Spotless Mind được công chiếu vào tháng 11 năm 2003 nhưng sau đó thời gian công chiếu đã được lùi xuống tháng 3 năm 2004 một phần vì Kate Winslet sinh đứa con thứ hai (với đạo diễn Sam Mendes) vào cuối tháng 12 năm 2003. Bộ phim được chính thức công chiếu ngày 19 tháng 3 năm 2004. Để quảng cáo cho phim, bên cạnh trang web chính thức (www.eternalsunshine.com), các nhà sản xuất còn cho mở một trang web "giả" đại diện cho công ty Lacuna (www.lacunainc.com) tại đó giới thiệu "liệu pháp xóa ký ức". Phim được Hiệp hội Điện ảnh Hoa Kỳ xếp loại R (người dưới 17 tuổi đi xem phải có người lớn đi kèm) vì ngôn từ, có cảnh sử dụng chất kích thích và nội dung về giới tính). Với kinh phí không lớn (khoảng 20 triệu USD), bộ phim đã thu về tổng cộng 72,2 triệu USD trong đó 34,4 triệu từ thị trường Hoa Kỳ và 37,8 triệu từ các thị trường khác.
DVD của Eternal Sunshine of the Spotless Mind được phát hành chính thức ngày 28 tháng 9 năm 2004 ở cả hai định dạng màn ảnh rộng và (16:9) và màn ảnh thường (4:3). Cả hai phiên bản DVD đều được trang bị chuẩn âm thanh Dolby Digital 5.1, DTS cho tiếng Anh và tiếng Pháp. Cùng ngày phát hành với DVD, phiên bản băng VHS cổ điển của Eternal Sunshine cũng ra mắt công chúng. Ngày 1 tháng 4 năm 2005, một phiên bản DVD màn ảnh rộng đặc biệt dành cho giới sưu tầm (Widescreen Collector's Edition) của Eternal Sunshine được phát hành, phiên bản này ngoài phim kèm phụ đề (tiếng Anh, Pháp, Tây Ban Nha) còn có thêm các cảnh phim không xuất hiện ở bản chiếu ngoài rạp, phần bình luận của Michel Gondry và Charlie Kaufman, video clip của bài hát "Light & Day", đoạn phim quảng cáo của hãng Lacuna Inc. cùng 5 đoạn phim và phỏng vấn ngắn xoay quanh bộ phim. Phiên bản HD DVD của Eternal Sunshine chính thức ra mắt ngày 24 tháng 4 năm 2007 với phần tặng thêm là một phim tài liệu ngắn về quá trình làm phim, trích đoạn phân tích nội dung và ý nghĩa của phim, các đoạn phỏng vấn với đạo diễn, biên kịch và diễn viên của Eternal Sunshine cùng những phần tặng thêm đã có ở phiên bản Widescreen Collector's Edition.

## Tiếp nhận

### Đánh giá chuyên môn
Nhà phê bình Owen Gleiberman nhận xét về bộ phim.
Sau khi công chiếu, Eternal Sunshine đã nhận được đánh giá rất cao từ giới phê bình. Trên hệ thống tổng hợp kết quả đánh giá Rotten Tomatoes, tác phẩm nhận được 93% lượng đồng thuận dựa theo 241 bài đánh giá, với điểm trung bình là 8,46/10. Trên trang Metacritic, phim đạt số điểm cao 89 trên 100 dựa trên 41 nhận xét, chủ yếu là những lời khen ngợi. Hầu hết các báo đều tán dương kịch bản của Charlie Kaufman cùng diễn xuất của cặp đôi Jim Carrey và Kate Winslet. Nhà phê bình nổi tiếng Roger Ebert của tờ Chicago Sun-Times chấm phim 3 sao rưỡi trên 4 sao tối đa. Ông cho rằng tuy kết cấu của phim phức tạp như một mê cung nhưng truyện phim luôn hướng về một chân lý rằng con người luôn luôn cần có tình yêu và tình bạn. Đánh giá cao diễn xuất của hai ngôi sao Carrey-Winslet, Ebert nói vui rằng công ty xóa trí nhớ Lacuna Inc. giống như một dạng Chương trình Bảo vệ Nhân chứng (Witness Protection Program) - biện pháp duy nhất để tránh cho Clementine và Joel không yêu nhau sau khi xóa ký ức. Tạp chí Time cũng đánh giá cao kịch bản của Kaufman, theo đó thì nhà biên kịch hàng đầu Hollywood Charlie Kaufman đã tạo nên một kịch bản tuyệt vời về tình yêu, vừa bao gồm nhiều nút thắt mở của một bộ phim lãng mạn ly kì, vừa ẩn chứa cốt truyện đơn giản về cuộc chiến đấu của một con người lạc lối trở về với tổ ấm, nơi có tâm hồn của anh và người con gái anh yêu quý.

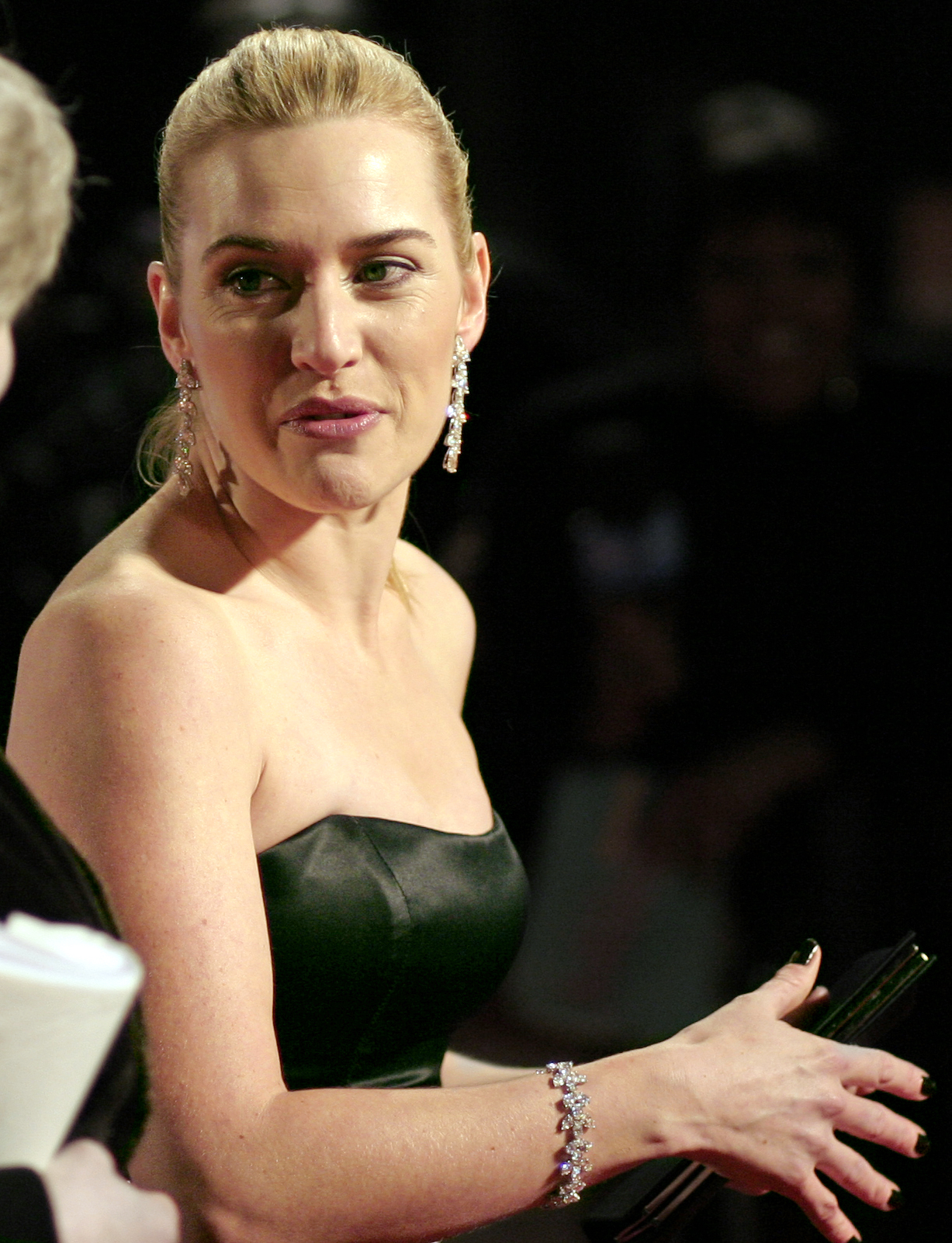
Với vai Clementine Kruczynski, Kate Winslet trở thành nữ diễn viên trẻ nhất có 4 đề cử giải Oscar ở hạng mục diễn xuất.

Cũng cho rằng kịch bản mới của Kaufman vẫn chứng tỏ vị trí hàng đầu của ông trong giới biên kịch phim Mỹ, nhưng Ty Burr của tờ The Boston Globe chỉ cho phim 3 sao (trên 4 sao tối đa), Burr cho rằng khác biệt giữa Eternal Sunshine và hai bộ phim xuất sắc trước đó do Kaufman làm biên kịch là Being John Malkovich và Adaptation nằm ở vị trí đạo diễn, Michel Gondry đã không tiết chế được sự pha trộn giữa hiện thực và huyền ảo trong các cảnh phim của Eternal Sunshine như Spike Jonze đã làm được với Being John Malkovich. Khác với Burr, Jonathan Rosenbaum trên tờ Chicago Reader chấm phim tối đao 4 sao và nhận xét Eternal Sunshine có chất lượng nghệ thuật vượt hơn các bộ phim trước đó do Kaufman biên kịch vì Gondry và Kaufman đã cộng tác thành công để biến đổi những cảnh phim hiện thực xen lẫn mờ ảo với rất nhiều chỗ thắt mở trở nên dễ theo dõi một cách đáng ngạc nhiên. Cũng dành cho Eternal Sunshine những lời nhận xét hào phóng là nhà phê bình Owen Gleiberman, trên Entertainment Weekly, sau khi khen ngợi kịch bản của Kaufman và diễn xuất của Carrey, Gleiberman kết luận: "khi xem Eternal Sunshine, người xem không chỉ chứng kiến một câu chuyện tình, họ còn phải lòng với những giá trị của một tình yêu thật sự". David Edelstein trên tờ Washington Post thậm chí còn đánh giá Eternal Sunshine là bộ phim xuất sắc nhất thập niên 2000 mà ông được xem (tính đến thời điểm bài viết là năm 2004) vì ngoài kịch bản tuyệt vời của Kaufman, khả năng minh họa đáng kinh ngạc những ý tưởng đó thành hiện thực của đạo diễn Michel Gondry, Eternal Sunshine còn có cặp diễn viên chính Carrey-Winslet và dàn diễn viên phụ phối hợp rất ăn ý để giúp bộ phim trở thành một chuẩn mực mới cho thể loại phim tình cảm hài. Tương tự Ty Burr trên The Boston Globe và David Edelstein trên Washington Post, Manohla Dargis trong bài phê bình của mình viết cho tờ Los Angeles Times cũng cho rằng sự thành công của bộ phim không hẳn nằm ở sự chỉ đạo xuất sắc của Gondry, một đạo diễn vốn quen với các phim ca nhạc ngắn và có nội dung ít tính điện ảnh, mà nó phụ thuộc nhiều vào kịch bản sáng tạo và đầy chất trí tuệ của Kaufman, Joel và Clementine trong Eternal Sunshine cũng có những điểm chung với các nhân vật chính trong các phim trước đó của Kaufman, đó là họ ưa suy nghĩ và sống trong mộng tưởng nhiều hơn là hiện thực, cũng vì thế mà để tìm đến nhau, Joel và Clementine phải vượt qua một mê cung của tình cảm và ý thức hết sức rắc rối. Cũng trên một tờ báo xuất bản ở Los Angeles là LA Weekly, John Powers lại đưa ra ý kiến rằng kịch bản Eternal Sunshine của Kaufman đã gần gũi với thực tế hơn rất nhiều các tác phẩm trước đó của ông, bộ phim không chỉ có một nhân vật "thực tế" ("down-to-earth") nhất trong số các nhân vật điện ảnh của Kaufman là Clementine Kruczynski, nó còn đề cập tới những tình cảm hết sức đời thường như sự mất mát hay khao khát của con người.
Jim Carrey, một ngôi sao chuyên đóng phim hài, được tờ The New York Times đánh giá là đã lần đầu tiên thành công với một vai diễn có phần nhiều cảnh phim nghiên túc như vai Joel Barish trong Eternal Sunshine, diễn xuất của anh cùng kịch bản của Kaufman đã giúp bộ phim không chỉ còn là một tác phẩm hài tình cảm thông thường, Eternal Sunshine vì thế mà sẽ được khán giả ngưỡng mộ chứ không chỉ yêu thích đơn thuần. Diễn xuất của Carrey cũng được Peter Travers trên Rolling Stone khen ngợi, Travers còn cho rằng tất cả các vai diễn trong Eternal Sunshine, kể cả các vai phụ, đều có những thời điểm tỏa sáng của riêng mình, họ góp phần tạo nên một bộ phim tình cảm đáng nhớ và hấp dẫn với người xem vì nó tạo cho khán giả cảm giác luôn khám phá được những điều bí mật ẩn giấu bên trong sự pha trộn giữa hiện thực và huyền ảo của Eternal Sunshine.
Eternal Sunshine of the Spotless Mind được những người yêu phim chấm 8,5/10 điểm tại trang web điện ảnh IMDb, đứng thứ 59 trong top 250 phim có điểm cao nhất của trang web này. Năm 2008 bộ phim được tạp chí Entertainment Weekly xếp thứ 38 trong danh sách 100 phim kinh điển mới (The New Classics: Movies). Cũng trong năm 2008, vai diễn Clementine Kruczynski của Kate Winslet được tạp chí Premiere xếp thứ 81 trong danh sách 100 vai diễn xuất sắc nhất mọi thời đại (The 100 Greatest Performances of All Time).

### Giải thưởng
Tương tự đánh giá của giới phê bình, chiến thắng của Eternal Sunshine ở các giải thưởng điện ảnh hầu hết đều nằm ở hạng mục Kịch bản gốc hay nhất. Tại lễ trao giải Oscar lần thứ 77 (tháng 2 năm 2005), bộ phim được đề cử ở hai hạng mục là Kịch bản gốc hay nhất (Charlie Kaufman) và Vai nữ chính xuất sắc nhất (Kate Winslet). Tuy không giành chiến thắng nhưng ở tuổi 29, Winslet đã trở thành nữ diễn viên trẻ nhất trong lịch sử giải thưởng được đề cử 4 giải Oscar, còn Kaufman thì sau 2 đề cử không thành công vào các năm 2000 và 2003, cuối cùng ông cũng đã có tượng vàng Oscar đầu tiên. Ngoài giải Oscar, Kaufman còn được trao giải Kịch bản gốc hay nhất tại nhiều giải thưởng khác như giải BAFTA, giải của Hiệp hội Phê bình Điện ảnh Hoa Kỳ (National Society of Film Critics) hay giải của Hiệp hội Biên kịch Hoa Kỳ (Writers Guild of America).
| Danh sách giải thưởng và đề cử của Eternal Sunshine of the Spotless Mind           | Danh sách giải thưởng và đề cử của Eternal Sunshine of the Spotless Mind |
| Giải Oscar                                                                         | Giải Oscar                                                               |
| ---------------------------------------------------------------------------------- | ------------------------------------------------------------------------ |
| Kịch bản gốc hay nhất (Charlie Kaufman)                                            | Giành giải                                                               |
| Vai nữ chính xuất sắc nhất (Kate Winslet)                                          | Đề cử                                                                    |
| Giải Quả cầu vàng                                                                  |                                                                          |
| Phim hài hoặc phim ca nhạc hay nhất (Anthony Bregman)                              | Đề cử                                                                    |
| Kịch bản hay nhất (Charlie Kaufman)                                                | Đề cử                                                                    |
| Vai nam chính xuất sắc nhất - Phim hài hoặc phim ca nhạc (Jim Carrey)              | Đề cử                                                                    |
| Vai nữ chính xuất sắc nhất - Phim hài hoặc phim ca nhạc (Kate Winslet)             | Đề cử                                                                    |
| Giải BAFTA                                                                         |                                                                          |
| Phim hay nhất (Anthony Bregman)                                                    | Đề cử                                                                    |
| Đạo diễn xuất sắc nhất (Michel Gondry)                                             | Đề cử                                                                    |
| Vai nam chính xuất sắc nhất (Jim Carrey)                                           | Đề cử                                                                    |
| Vai nữ chính xuất sắc nhất (Kate Winslet)                                          | Đề cử                                                                    |
| Kịch bản gốc hay nhất (Charlie Kaufman)                                            | Giành giải                                                               |
| Biên tập phim xuất sắc nhất (Valdis Oskarsdottir)                                  | Giành giải                                                               |
| Giải của Viện phim Mỹ (American Film Institute)                                    |                                                                          |
| Phim hay nhất                                                                      | Giành giải                                                               |
| Giải của Hiệp hội Phê bình phim Boston (Boston Society of Film Critics)            |                                                                          |
| Kịch bản hay nhất (Charlie Kaufman)                                                | Giành giải                                                               |
| Giải của Hiệp hội Phê bình phim đại chúng (Broadcast Film Critics Association)     |                                                                          |
| Phim hay nhất (Anthony Bregman)                                                    | Đề cử                                                                    |
| Vai nữ chính xuất sắc nhất (Kate Winslet)                                          | Đề cử                                                                    |
| Kịch bản hay nhất (Charlie Kaufman)                                                | Đề cử                                                                    |
| Giải của Hiệp hội Phê bình phim Los Angeles (L.A. Film Critics Association)        |                                                                          |
| Kịch bản hay nhất (Charlie Kaufman)                                                | Giành giải                                                               |
| Giải của Hội Phê bình phim Quốc gia Hoa Kỳ (National Board of Review)              |                                                                          |
| Kịch bản gốc hay nhất (Charlie Kaufman)                                            | Giành giải                                                               |
| Giải đặc biệt cho phim xuất sắc (Special Recognition for Excellence in Filmmaking) |                                                                          |
| Giải của Hiệp hội phê bình phim Quốc gia Hoa Kỳ (National Society of Film Critics) |                                                                          |
| Kịch bản gốc hay nhất (Charlie Kaufman)                                            | Giành giải                                                               |
| Giải của Hiệp hội Diễn viên Điện ảnh Hoa Kỳ (Screen Actors Guild)                  |                                                                          |
| Vai nữ chính xuất sắc nhất (Kate Winslet)                                          | Đề cử                                                                    |
| Giải của Hiệp hội phê bình phim Toronto (Toronto Film Critics Association)         |                                                                          |
| Đạo diễn xuất sắc nhất (Michel Gondry)                                             | Giành giải                                                               |
| Kịch bản hay nhất (Charlie Kaufman)                                                | Giành giải                                                               |
| Giải của Hiệp hội Biên kịch Hoa Kỳ (Writers Guild of America)                      |                                                                          |
| Kịch bản gốc hay nhất (William Monahan)                                            | Giành giải                                                               |